# Władimir Krikunow
Władimir Wasiljewicz Krikunow, ros. Владимир Васильевич Крикунов (ur. 24 marca 1950 w Kirowo-Czepiecku) – były radziecki hokeista, reprezentant ZSRR a od zakończenia kariery zawodniczej trener hokejowy.

## Kariera zawodnicza
- Chimik Kirowo-Czepieck
- Kristałł Saratów (1972-1975)
- Krylja Sowietow Moskwa (1975-1976)
- Dinamo Ryga (1976-1982)
- Dynama Mińsk (1982-1984)

Naukę gry w hokeja rozpoczynał w klubie Chimik Kirowo-Czepieck w rodzinnym mieście. Następnie był zawodnikiem zespołów radzieckich, a w 1976 przeniósł się do Łotewskiej SRR, gdzie grał w Dinamo Ryga. W 1982 trafił do Białoruskiej SRR i przez dwa lata pracował jako grający trener, po czym 1984 zakończył karierę zawodniczą.
Jako reprezentant kraju występował w barwach ZSRR. Uczestniczył w pierwszym turnieju Canada Cup w 1976 roku.

## Kariera trenerska
- Dynama Mińsk (1984-1985) – asystent trenera
- Dynama Mińsk (1985-1991) – główny trener
- HK Jesenice (1991-1993) – główny trener
- HK Celje (1993-1995) – główny trener
- Reprezentacja Słowenii (1995-1996) – selekcjoner
- Dinamo-Eniergija Jekaterynburg (1996-1999)
- Ak Bars Kazań (1999-2001) – główny trener
- Nieftiechimik Niżniekamsk (2001-2004) – główny trener
- Reprezentacja Białorusi (2002-2003) – selekcjoner
- Dinamo Moskwa (2004-2008) – główny trener
- Reprezentacja Rosji (2005-2006) – selekcjoner
- Reprezentacja Łotwy (2008) – selekcjoner
- Nieftiechimik Niżniekamsk (2008-2011) – główny trener
- Ak Bars Kazań (2011-2012) – główny trener
- Barys Astana (2011-2013) – główny trener
- Reprezentacja Kazachstanu (2012-2013) – selekcjoner
- Nieftiechimik Niżniekamsk (2013) – główny trener
- Reprezentacja Białorusi (2014) – selekcjoner
- Nieftiechimik Niżniekamsk (2014-2016) – główny trener
- Awtomobilist Jekaterynburg (2016-2018)
- Dinamo Moskwa (2018-2021)
- Dinamo Ryga (2021-2022)
- Dinamo Sankt Petersburg (2023-2024)

Po zakończeniu kariery zawodniczej został trenerem hokejowym. Przez kilka lat do 1991 pracował jako szkoleniowiec w Dynamie Mińsk. Po upadku ZSRR przeniósł się do Słowenii, gdzie pracował z klubami (poprowadził HK Jesenice do dwóch pierwszych tytułów mistrzowskich w kraju). Za jego sprawą w 1991 do drużyny trafili Siergiej Warnawski i Sergejs Povečerovskis. Jednocześnie poprowadził reprezentację Słowenii na mistrzostwach świata grupy C w 1996. Następnie powrócił do Rosji i był kolejno szkoleniowcem klubów w Superlidze, a jednocześnie był selekcjonerem reprezentacji narodowych: Białorusi na zimowych igrzyskach olimpijskich w 2002, mistrzostwach świata w 2003, Rosji na mistrzostwach świata w 2005, 2006, Łotwy na mistrzostwach świata w 2008 roku.
Od 2008 jest trenerem klubów w rozgrywkach KHL.
W sezonie 2011/2012 po raz drugi szkolił Ak Bars Kazań. Od czerwca 2012 do 30 kwietnia 2013 trenował kazachski zespół Barys Astana (w tym czasie także selekcjoner Kazachstanu). W tym czasie od 2012 do kwietnia 2013 szkoleniowcem reprezentacji Kazachstanu i odszedł po wywalczeniu awansu do Elity w 2013). W dniu 1 maja 2013 po raz trzeci w karierze został trenerem Nieftiechimika Niżniekamsk. Pod koniec października 2013 Krikunow został zwolniony. Od września 2014 ponownie trener Białorusi. Od listopada 2014 ponownie trener Nieftiechimika. Wówczas przestał być selekcjonerem Białorusi. Od listopada 2016 do marca 2018 trenował Awtomobilist Jekaterynburg. W październiku 2018 został szkoleniowcem Dinama Moskwa. Pod koniec listopada 2021 został ogłoszony głównym trenerem Dinama Ryga. Po rozpoczęciu inwazji Rosji na Ukrainę władze Dinama Ryga 27 lutego 2022 wycofały klub ze wszystkich struktur KHL (w tym czasie zakończył się już sezon zasadniczy edycji 2021/2022).
W listopadzie 2023 został mianowany nowym szkoleniowcem Dinama Sankt Petersburg.

## Sukcesy
Reprezentacyjne
- Brązowy medal Canada Cup: 1976 z ZSRR

Klubowe
- Mistrzostwo wyższej ligi: 1974 z Kristałłem Saratów

Szkoleniowe
- Złoty medal mistrzostw Słowenii: 1991, 1992 z HK Jesenice
- Brązowy medal mistrzostw Słowenii: 1994 z HK Celje
- Srebrny medal mistrzostw Rosji: 2000 z Ak Barsem Kazań
- Czwarte miejsce w turnieju zimowych igrzysk olimpijskich: 2002 z Białorusią
- Złoty medal mistrzostw Rosji: 2005 z Dinamem Moskwa
- Brązowy medal mistrzostw świata: 2005 z Rosją
- Puchar Mistrzów: 2006 z Dinamem Moskwa
- Awans do MŚ Elity: 2013 z Kazachstanem

Wyróżnienia
- Zasłużony trener Rosji
- Zasłużony trener Białorusi